# 丁仁方
丁仁方（1959年6月14日—），台灣政治學者，現任職於成功大學政治學系，擔任教授，曾任成功大學政經所所長，政治系系主任。丁為中國國民黨員，曾企圖競選台南市長與立法委員，失利。

## 生平
丁仁方於1986年取得國立台灣大學政治學碩士，1992年，取得美國匹茲堡大學公共政策與分析博士。回國後，擔任成功大學教授。
2009年，爭取被中國國民黨提名為台南市長候選人，但競選失利。2010年，擔任郭添財競選總部發言人。

## 外部連結
- 成功大學-丁仁方教授簡歷